# 郑家驿镇
郑家驿乡，是中华人民共和国湖南省常德市桃源县下辖的一个乡镇级行政单位，镇人民政府驻郑家驿，总面积151平方千米，总人口约为2.7万人左右（2017年）。
原為郑家驿鄉。2017年2月，郑家驿鄉與桃源縣另外4個鄉撤鄉設鎮，但保留各自的行政区域。

## 行政区划
郑家驿乡下辖以下地区：
郑家驿村、五里村、高岩村、三阳桥村、澄溪桥村和麦家河村。